# سیم‌انت
سیم‌انت (به انگلیسی: SimAnt) یک بازی رایانه‌ای منتشر شده توسط شرکت ماکسیس سافتویر است. این بازی در تاریخ ۱۹۹۱ عرضه شده و سازنده آن ماکسیس سافتویر و طراح آن ویل رایت است.